# Ивакин, Николай Константинович
Николай Константинович Ивакин (1934, Кировская область — 2012, Среднеуральск, Свердловская область) — советский хозяйственный и государственный деятель, Герой Социалистического Труда.

## Биография
Родился в 1934 году на территории современной Кировской области. Член КПСС.
В 1955—1991 — слесарь-монтажник монтажного управления «Уралэнергомонтаж», бригадир слесарей-монтажников Среднеуральского монтажного участка треста «Уралэнергомонтаж» Министерства энергетики и электрификации СССР.
В 2000—2007 — председатель Среднеуральского городского Совета ветеранов войны и труда.
Указом Президиума Верховного Совета СССР от 31 марта 1981 года присвоено звание Героя Социалистического Труда с вручением ордена Ленина и золотой медали «Серп и Молот».
Делегат XIX конференции КПСС.
Умер в 2012 году в Среднеуральске.

## Награды и звания
- Герой Социалистического Труда (31.03.1981)
- Орден Ленина (29.03.1974, 31.03.1981)
- Орден Трудового Красного Знамени (20.04.1971)